# Droga wojewódzka nr 885
Droga wojewódzka nr 885 (DW885) – droga wojewódzka w województwie podkarpackim o długości ok. 10 km.

## Miejscowości leżące przy trasie DW885
- Przemyśl (DK77, DK28, DW884)
- Nehrybka
- Hermanowice
- Malhowice – budowane przejście graniczne z Ukrainą